# 후와군

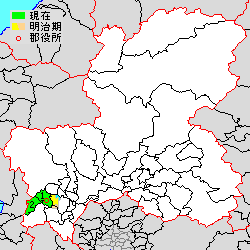
후와 군의 위치

후와군(일본어: 不破郡, ふわぐん)은 일찍이 미노국에 속했고 현재는 기후현에 속하는 군이다.
인구 31,000명, 면적 106.37km², 인구밀도 291명/km².(2025년 2월 1일, 추계인구)
이하 2정으로 구성된다.
- 세키가하라정(関ケ原町)
- 다루이정(垂井町)

미노국과 기후현의 서단에 있으며 역사적으로는 기나이와 도카이도·도산도의 각국을 묶는 교통·군사상의 요지로 고대에는 후와 관이 놓였다.

## 군역
1879년 행정 구역으로 발족 당시의 군역은 위의 2정 외에 아래 구역에 해당한다.
- 오가키시의 일부
- 요로군 요로정의 일부

## 역사
- 1889년 7월 1일 - 정촌제 시행으로, 다루이정(垂井町)(현재), 이마스촌(今須村), 마쓰오촌(松尾村), 도게촌(藤下村), 야마나카촌(山中村), 다마촌(玉村), 세키가하라촌(関ケ原村)(현 세키가하라정), 아이카와촌(相川村), 이와데촌(岩手村)(현 세키가하라정, 다루이정), 오이시촌(大石村), 후추촌(府中村), 히라오촌(平尾村), 우메타니촌(梅谷村), 시키하라촌(敷原村), 이치노오촌(市之尾村), 오타키촌(大滝村), 아라이촌(新井村), 미야시로촌(宮代村), 구리하라촌(栗原村)(현 다루이정), 무로하라촌(室原村)(현 요로군 요로정), 오사촌(表佐村)(현 다루이정), 나가마쓰촌(長松村), 아라카와촌(荒川村), 주로쿠촌(十六村), 시마촌(島村)(현 오가키시), 아야도촌(綾戸村)(현 다루이정), 시즈사토촌(静里村), 규토쿠촌(久徳村), 나카소네촌(中曽根村), 아야노촌(綾野村), 후쿠타촌(福田村), 아라오촌(荒尾村), 마키노촌(牧野村), 히노키촌(桧村), 아카사카촌(赤坂村), 아오하카촌(青墓村), 아오노촌(青野村), 요노키도촌(榎戸村), 야미치촌(矢道村), 히루이촌(昼飯村)(현 오가키시)이 발족.(1정 39촌)
- 1897년 4월 1일 - 아래의 정촌 통합이 이뤄짐.(1정 14촌)
  - 아이하라촌(合原村) ← 무로하라촌(현 요로군 요로정), 구리하라촌(현 다루이정)
  - 후추촌 ← 후추촌, 히라오촌, 이치노오촌, 우메타니촌, 시키하라촌, 오타키촌, 아라이촌: 현 다루이정
  - 우루우촌(宇留生村) ← 후쿠타촌, 아라오촌, 마키노촌: 현 오가키시
  - 시즈사토촌 ← 시즈사토촌, 규토쿠촌, 나카소네촌, 아라카와촌, 히노키촌: 현 오가키시
  - 아야사토촌(綾里村) ← 아야노촌, 다기군 노구치촌: 현 오가키시
  - 이와데촌 ← 이와데촌, 오이시촌, 아이카와촌(일부): 현 다루이정
  - 아라사키촌(荒崎村) ← 나가마쓰촌, 주로쿠촌, 시마촌(현 오가키시), 아야도촌(현 다루이정)
  - 아오하카촌 ← 아오하카촌, 아오노촌, 요노키도촌, 야미치촌, 히루이촌: 현 오가키시
  - 세키가하라촌(関原村) ← 마쓰오촌, 도게촌, 야마나카촌, 세키가하라촌(関ケ原村), 아이카와촌(일부): 현 세키가하라정
- 1901년 5월 24일 - 아카사카촌이 정제 시행으로 아카사카정(赤坂町)이 됨.(2정 13촌)
- 1928년
  - 4월 1일 - 세키가하라촌(関原村)이 정제 시행과 개칭으로 세키가하라정(関ケ原町)이 됨.(3정 12촌)
  - 4월 15일 - 아카사카정이 안파치군 기타쿠이세촌의 일부를 편입.
- 1940년 2월 11일 - 우루우촌·시즈사토촌이 오가키시에 편입.(3정 10촌)
- 1947년 10월 1일 - 아야사토촌이 오가키시에 편입.(3정 9촌)
- 1954년
  - 4월 1일 - 아카사카정이 안파치군 미나미히라노촌의 일부를 편입.
  - 9월 1일(3정 6촌)
    - 아카사카정·아오하카촌이 합병하여, 새로이 아카사카정이 발족.
    - 세키가하라정·이마스촌·다마촌 및 이와데촌의 일부가 합병하여, 새로이 세키가하라정이 발족.

  - 9월 10일 - 다루이정·미야시로촌·오사촌·후추촌·이와데촌 및 아라사키촌의 일부가 합병하여, 새로이 다루이정이 발족.(3정 2촌)
  - 10월 1일 - 아라사키촌이 오가키시에 편입.(3정 1촌)
  - 11월 3일 - 아이하라촌의 일부가 요로군 다카다정·요로촌·히로하타촌·가미타도촌·가사고촌·오바타촌·다기촌·히요시촌 및 이케베촌의 대부분과 합병하여 요로군 요로정(養老町)이 발족.
  - 12월 1일 - 아이하라촌이 다루이정에 편입.(3정)
- 1956년 4월 1일 - 아카사카정이 이비군 이케다정의 일부를 편입.
- 1967년 9월 1일 - 아카사카정이 오가키시에 편입.(2정)